# Loisachstraße (Garmisch-Partenkirchen)
Die Loisachstraße in Garmisch ist eine Straße im historischen Ortsteil im oberbayerischen Markt Garmisch-Partenkirchen. Der mittlere Teil der Loisachstraße ist auf Basis des Denkmalschutzgesetzes vom 1. Oktober 1973 ein Ensemble, die Aktennummer lautet E-1-80-117-5.

## Beschreibung

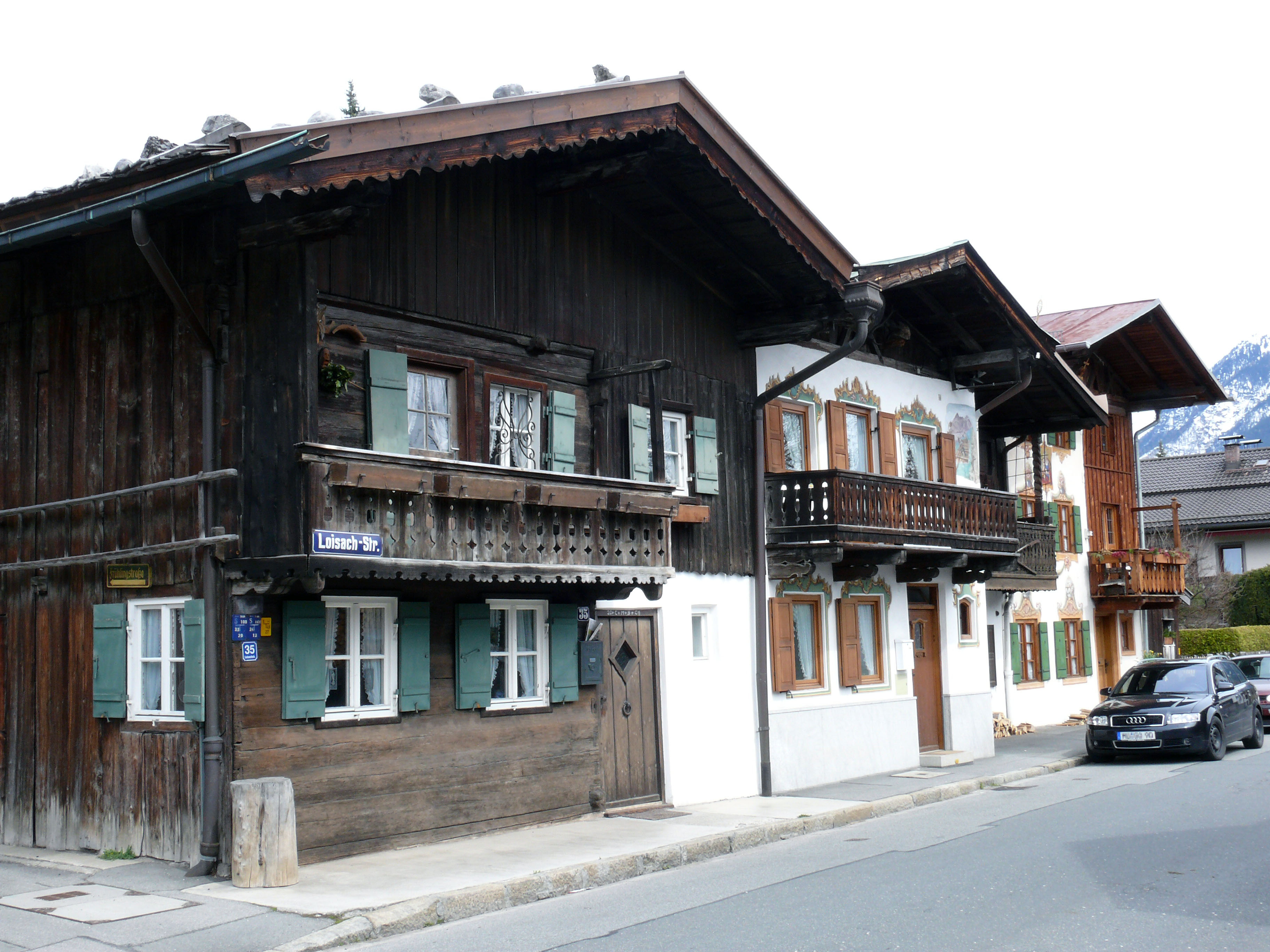
Häusergruppe am Schneggensteg

Die Loisachstraße verläuft längs des linken Garmischer Loisachufers von der Burgstraße im Nordosten bis zur Maximilianstraße im Südwesten. Das Ensemble umgreift die Häuserzeile vom stattlichen ehem. Benefiziatenhaus, Nr. 43, bis zur Grenze der historischen Besiedlung im Südwesten, wo sich die Bebauung auffächert. Das erhaltenswerte Bebauungsgebiet besteht aus Block- und Putzbauten verschiedener Größe, vorwiegend aber um kleinere ehem. Flößer- und Handwerkerhäuser aus dem 17. bis zum frühen 20. Jahrhundert. Die Bauten sind mehrheitlich mit alpenländischem Flachsatteldach und fast immer mit dem Giebel nach Südosten ausgeführt. Die Häuser stehen in offener Bauweise oder in nahezu geschlossenen Gruppen zueinander.
Eine besonders malerische Kleinhäusergruppe hat sich im nordöstlichen Teil in der Nähe des Schneggenstegs erhalten. Bemerkenswert ist, dass sich dort eines der letzten, bis zum Beginn des 20. Jahrhunderts üblichen Legschindeldächer erhalten hat. Im Südwesten haben sich drei eindrucksvolle breitgelagerte Werdenfelser Bauernhäuser aus dem 17.–19. Jahrhundert bewahrt. 
Das Ensemble ist reich an Baudetails, zum Beispiel: Zierbundgiebel, Lüftlmalerei, hölzerne Söller und Veranden, Haustüren, Hausbänke, Balkenköpfe, Fensterläden. Ebenso gibt es eine Vielzahl an kleinen Hausgärten und Vorplätzen mit Schupfen und Holzlegen.